# Eleccions regionals de la Vall d'Aosta de 1963
Les eleccions per a renovar el Conseil de la Vallée / Consiglio Regionale de la Vall d'Aosta se celebraren el 27 d'octubre de 1963.
Aquestes foren les primeres eleccions regionals valldostanes que es van elegir mitjançant un sistema electoral proporcional pur, que facilita una representació plural.

## Resultats electorals
| ← Eleccions regionals de la Vall d'Aosta, 1963 → |        |         |        |
| Partits                                          | vots   | (%)     | escons |
| Democràcia Cristiana Italiana (DC)               | 23.695 | 37,42%  | 13     |
| Partit Comunista Italià (PCI)                    | 15.374 | 24,28%  | 9      |
| Union Valdôtaine (UV)                            | 12.930 | 20,42%  | 7      |
| Partit Socialista Italià (PSI)                   | 3.170  | 5,01%   | 2      |
| Partit Liberal Italià (PLI)                      | 3.136  | 4,95%   | 2      |
| Reagrupament Independent Valldostà (RIV)         | 2.077  | 3,28%   | 1      |
| Partit Socialista Democràtic Italià (PSDI)       | 1.628  | 2,57%   | 1      |
| Moviment Social Italià (MSI)                     | 682    | 1,08%   | 0      |
| Union Démocratique Valdôtaine (UDV)              | 634    | 1,00%   | 0      |
| Total                                            | 63.326 | 100,00% | 35     |

Fonts: Ministero dell'Interno, ISTAT, Istituto Cattaneo, Consell Regional de la Vall d'Aosta